# Vintage Culture
Lukas Rafael Ruiz Hespanhol (Katuete; 7 de julio de 1993), conocido por su nombre artístico Vintage Culture, es un DJ, remezclador y productor discográfico brasileño. Actualmente ocupa el puesto #9 en el ranking de la DJmag.
Tuvo un gran ascenso lanzando remixes de temas como «Blue Monday» de New Order y «Another Brick in the Wall» de Pink Floyd, estas canciones se volvieron virales junto con sus versiones de «Bete Balanço» de Cazuza y «Bidolibido» de Fernanda.

## Biografía
Nació en Katueté el 7 de julio de 1993. Hijo de Valdir y Edmara Rita Hespanhol, tiene una hermana llamada Lohana Sthefanie Hespanhol Ruiz. En ese momento ayudaba a su padre con el trabajo en la finca familiar y su deseo era ser "piloto de cosecha", dice. A los 8 años se mudó a Mundo Novo (Brasil), donde estudió en el Centro Educativo Mundo Novo Mickey donde completó la primaria y se graduó de la secundaria.
Fue en esa ciudad donde comenzó su interés por la música electrónica cuando encontró un CD que tenía su tío. Hasta entonces, había disfrutado de bandas electrónicas como New Order y Depeche Mode.
Después de terminar el colegio se mudó a Maringá, a los 19 años, donde decidió estudiar derecho, pero abandonó su carrera para dedicarse de lleno a producir música.
En 2015, Vintage Culture apareció en el # 118 en la lista Top DJs de la revista británica DJ MAG y # 2 en la lista de los mejores DJs brasileños House Mag. En 2016 alcanzó la posición 54.ª y en 2017 subió de rango para ocupar la mejor posición de su carrera, siendo considerado el # 31 mejor DJ del año.
En 2016, lanzó el EP Hollywood de Ganza Seal Skol Music en asociación con Spinnin Records. Poco después grabó su remix de " Drinkee " para el doble de Sofi Tukker lanzado por Ultra Music en el puesto # 4 de la lista de Dance de Beatport e incluso después de un mes de lanzamiento se ha mantenido en el Top 10 con él. Pero fue con " Wild Kidz " editada por Spinnin Records que Vintage Culture comenzó a ganar reconocimiento internacional, la canción entró en el "Global Viral" de Spotify y recibió el apoyo de Oliver Heldens , EDX y Sam Feldt.
En 2023, Vintage Culture mantuvo una agenda llena de presentaciones a lo largo del año, no solo en territorio brasileño, sino también en el extranjero. Se destacan algunos de sus shows, como el realizado el 16 de noviembre en la reconocida discoteca TAO Nightclub en Chicago y en el Brooklyn Navy Yard en Nueva York. El 31 de diciembre, Vintage Culture cerró el año 2023 con una última presentación en el Uíki Parracho, en Porto Seguro.

## Ranking 101 DJs 1001 Tracklist
| Productor       | 2020 | 2021 | 2022 | 2023 |
| --------------- | ---- | ---- | ---- | ---- |
| Vintage Culture | 33°  | 1°   | 2°   | 6°   |

## Ranking DJMag
| DJ              | 2015 | 2016 | 2017 | 2018 | 2019 | 2020 | 2021 | 2022 | 2023 | 2024 |
| --------------- | ---- | ---- | ---- | ---- | ---- | ---- | ---- | ---- | ---- | ---- |
| Vintage Culture | 118° | 54°  | 31°  | 19°  | 47°  | 30°  | 17°  | 11°  | 10°  | 9°   |